# Wight Quadruplane
Il Wight Quadruplane, noto anche come Wight Type 4, fu un caccia monoposto quadriplano prodotto dal dipartimento aeronautico dell'azienda britannica  J Samuel White & Company Limited (Wight Aircraft) nella seconda metà degli anni dieci del XX secolo e rimasto allo stadio di prototipo.

## Storia del progetto
Nel 1916 il direttore generale e capo progettista della Wight Aircraft, Howard T. Wright, progettò un aereo da caccia quadriplano designato Wight Quadruplane e Wight Type 4. Il prototipo, numero di serie N546, era inspirato al Sopwith Triplane ed ad altri velivoli multi-ala dell'epoca.

## Descrizione tecnica

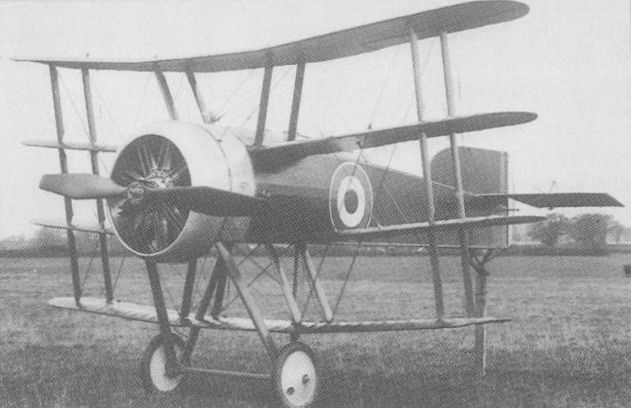
La versione definitiva del Wight Quadruplane.

La fusoliera era posizionata tra le due ali centrali, mentre le altre due ali, l'inferiore e la superiore, erano collegate alla fusoliera ognuna da due coppie di montanti inclinati. Tre ali, la superiore e le due centrali, avevano uguale apertura ed erano dotate di alettoni,  mentre quella inferiore era leggermente più corta. Tutte e quattro erano collegate tra loro da tre coppie di montanti e da cavi di tiraggio. Nonostante la corda alare estremamente stretta, è stata utilizzata la sezione del profilo alare a doppia campanatura.
La sua apertura alare era inferiore alla lunghezza complessiva del velivolo. Le ali erano curvate sui bordi d'attacco e d'uscita con una sezione centrale piatta, cosa che si rivelò molto inefficiente. Il carrello di atterraggio posteriore fisso, aveva le due ruote anteriori, poste in un incavo dell'ala inferiore, collegate tra loro da un'asse centrale, ed era collegato alla fusoliera da due coppie di montanti, una per lato. Poiché l'asse era posizionato alla stessa altezza dell'ala inferiore, il pattino di coda era molto alto per impedire che il bordo d'uscita delle ali entrasse in contatto con il terreno.
La propulsione potenza era fornita da un motore rotativo a nove cilindri raffreddato ad aria Clerget 9Z erogante la potenza di 110 CV (82 kW) ed azionante un'elica bipala lignea. L'armamento era composto da due mitragliatrici Vickers da 7,7 mm (0,303 pollici).

## Impiego operativo

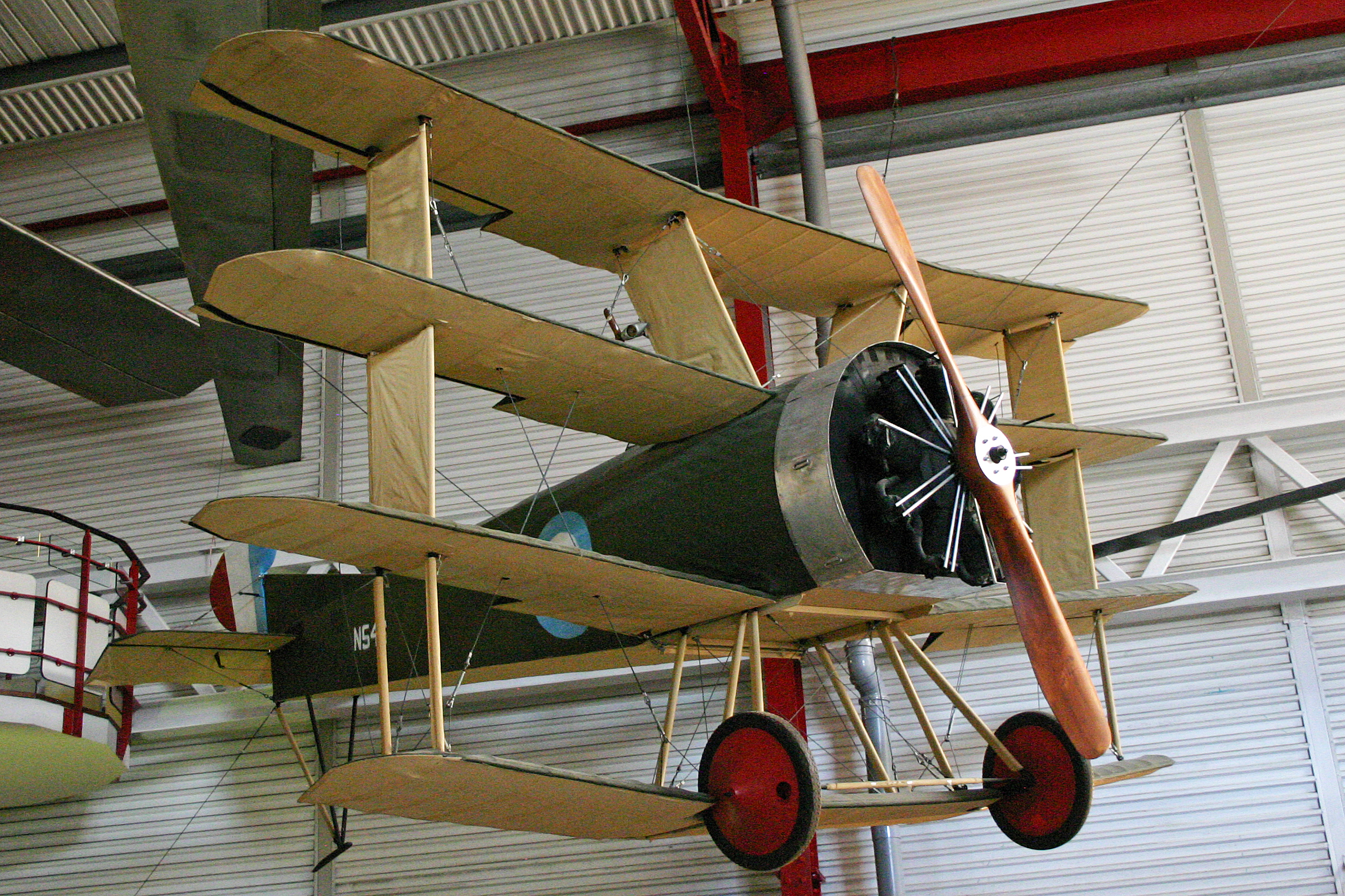
Replica del Wight Quadruplane prima versione.

I primi test di volo, effettuati a metà del 1916, evidenziarono difficoltà a decollare a causa della bassa incidenza alare e il velivolo mostrò tendenze pericolose a causa della mancanza di controllo dell'imbardata e fu necessaria una importante riprogettazione da parte di Howard T Wright e del suo team. 
La fusoliera ebbe sezione trasversale aumentata e i longheroni inferiori diritti e orizzontali; i longheroni superiori curvavano leggermente verso il basso fino al dritto di poppa. Le ali avevano corde diverse, la più stretta era la seconda a partire dal basso. I cavi di rinforzo erano disposti in modo convenzionale e i montanti non avevano carenature in tessuto. L'impennaggio di coda fu modificato e vennero aumentate la superficie della pinna dorsale e del timone. Fu montato un nuovo carrello di atterraggio le ruote erano interamente sotto l'ala inferiore, cosa che consentì l'uso di un pattino di coda più convenzionale. La nuova versione volò per la prima volta a Martlesham Heath nel febbraio 1917. Dopo diversi voli deludenti la macchina fu restituita agli impianti di produzione di aeromobili a Cowes per una ulteriore riprogettazione. 
L'apertura alare venne modificata e diminuiva progressivamente dall'alto verso il basso, e gli alettoni vennero installati solo sulle due ali superiori. Senza dubbio si sperava di produrre un aereo del tipo Sopwith Triplane, dall'alto grado di manovrabilità. Vi furono ulteriori collaudi a Martlesham Heath nel luglio dello steso anno che risultarono insoddisfacenti. Il Wight Quadruplane fu radiato nel febbraio 1918, dopo essere precipitato su un cimitero, e ciò che restava dell'aereo fu subito demolito. Il progetto venne definitivamente abbandonato.